# 当陽市
当陽市（とうよう-し）は中華人民共和国湖北省宜昌市に位置する県級市。

## 行政区画
- 街道:玉陽街道、壩陵街道、玉泉街道
- 鎮:両河鎮、河溶鎮、淯渓鎮、廟前鎮、王店鎮、半月鎮、草埠湖鎮